# Neva Bulić
Neva Bulić (Split, 23. prosinca 1942. – Split, 26. studenog 1998.) je bila hrvatska kazališna, televizijska i filmska glumica.

## Životopis
Diplomirala je glumu na Akademiji za kazališnu umjetnost u Zagrebu 1966. godine. Iste godine postaje članica HNK Split gdje je sve do svoje smrti ostvarivala najzapaženije uloge. Iz njenog kazališnog opusa valja izdvojiti uloge u predstavama "Ribarske svađe", "Arsen i stara čipka", "Živim", "Posljednje noći karnevala", "Kako vam drago", "Otello", "Antigona" itd. Za ulogu u predstavi "Antigona, kraljica u Tebi" dobila je nagradu na Sterijino pozorju.
Umrla je 26. studenog 1998. u 56. godini života.

## Filmografija

### Televizijske uloge
- "Naše malo misto" kao Antica - Peskaruša (1971.)
- "Letovi koji se pamte" (1967.)

### Filmske uloge
- "Samac" (1976.)
- "Meštre Tonov najsritniji dan" (1969.)
- "Berza rada" (1969.)

## Vanjske poveznice
- Neva Bulić u internetskoj bazi filmova IMDb-u (engl.)
- Vijest o smrti glumice